# Cục Cảnh sát phòng chống tội phạm về buôn lậu
Cục Cảnh sát phòng chống tội phạm về buôn lậu (đã dừng hoạt động) thuộc Tổng cục Cảnh sát Bộ Công an Việt Nam có trách nhiệm tham mưu giúp Bộ trưởng, Thủ trưởng cơ quan Cảnh sát điều tra Bộ Công an chỉ đạo, hướng dẫn lực lượng Cảnh sát phòng chống tội phạm về buôn lậu trong cả nước tiến hành các biện pháp phòng ngừa, phát hiện, điều tra, xử lý các loại tội phạm về buôn lậu; trực tiếp điều tra các vụ án về buôn lậu theo quy định của pháp luật và của Bộ trưởng Bộ Công an.

## Lịch sử
Ngày 10 tháng 6 năm 2015, Bộ Công an ra quyết định thành lập Cục Cảnh sát phòng chống tội phạm về buôn lậu (C74) trực thuộc Tổng cục Cảnh sát
Ngày 6 tháng 8 năm 2018, bị sáp nhập vào Cục Cảnh sát điều tra tội phạm về tham nhũng, kinh tế, buôn lậu.

## Cục trưởng qua các thời kỳ
- 6.2015-2018, Ngô Kiên, Thiếu tướng